# Amomum
Amomum ist eine Pflanzengattung in der Unterfamilie Alpinioideae aus der Familie der Ingwergewächse (Zingiberaceae), die zu den Einkeimblättrigen Pflanzen gehört. Mit bis zu 200 Arten ist sie eine der beiden artenreichsten Gattungen in der Familie der Zingiberaceae. Einige Arten werden als Gewürz- und Heilpflanzen vom Menschen genutzt.

## Beschreibung

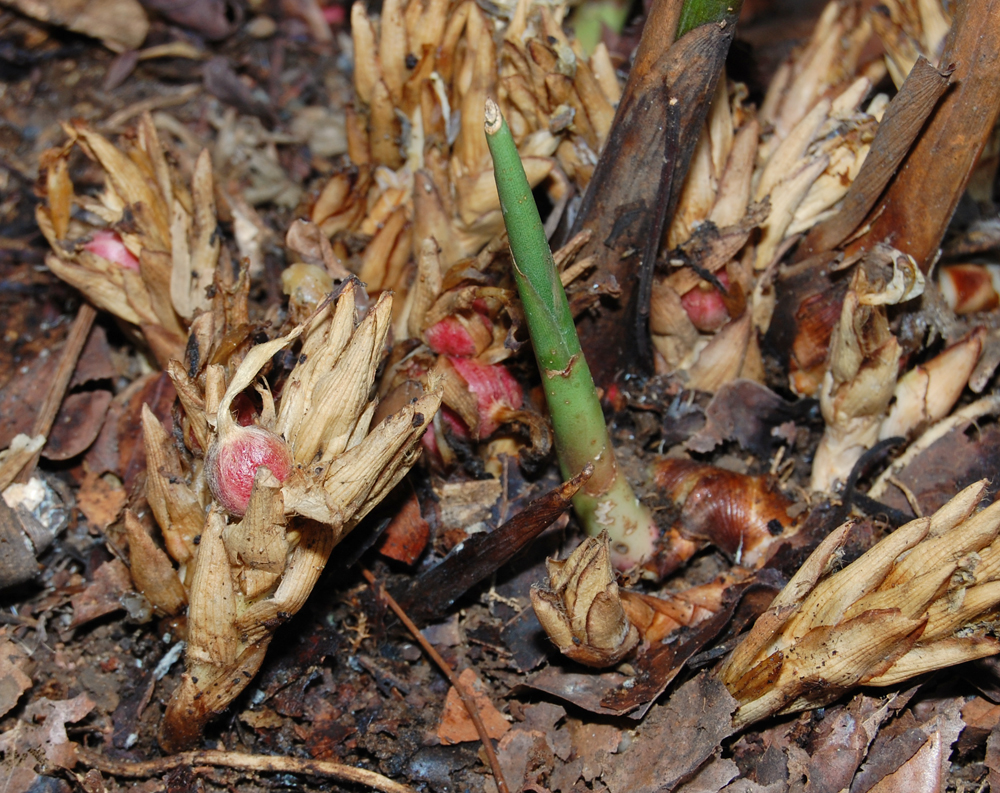
Rhizome von Amomum compactum

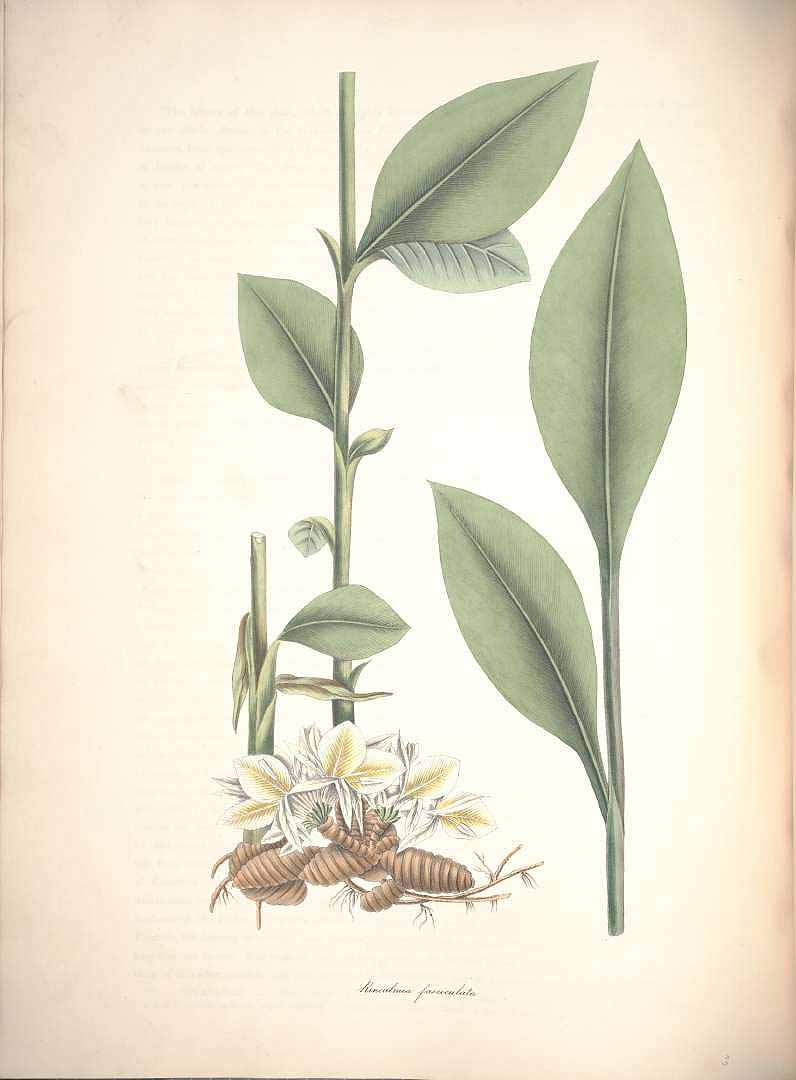
Illustration von Amomum compactum

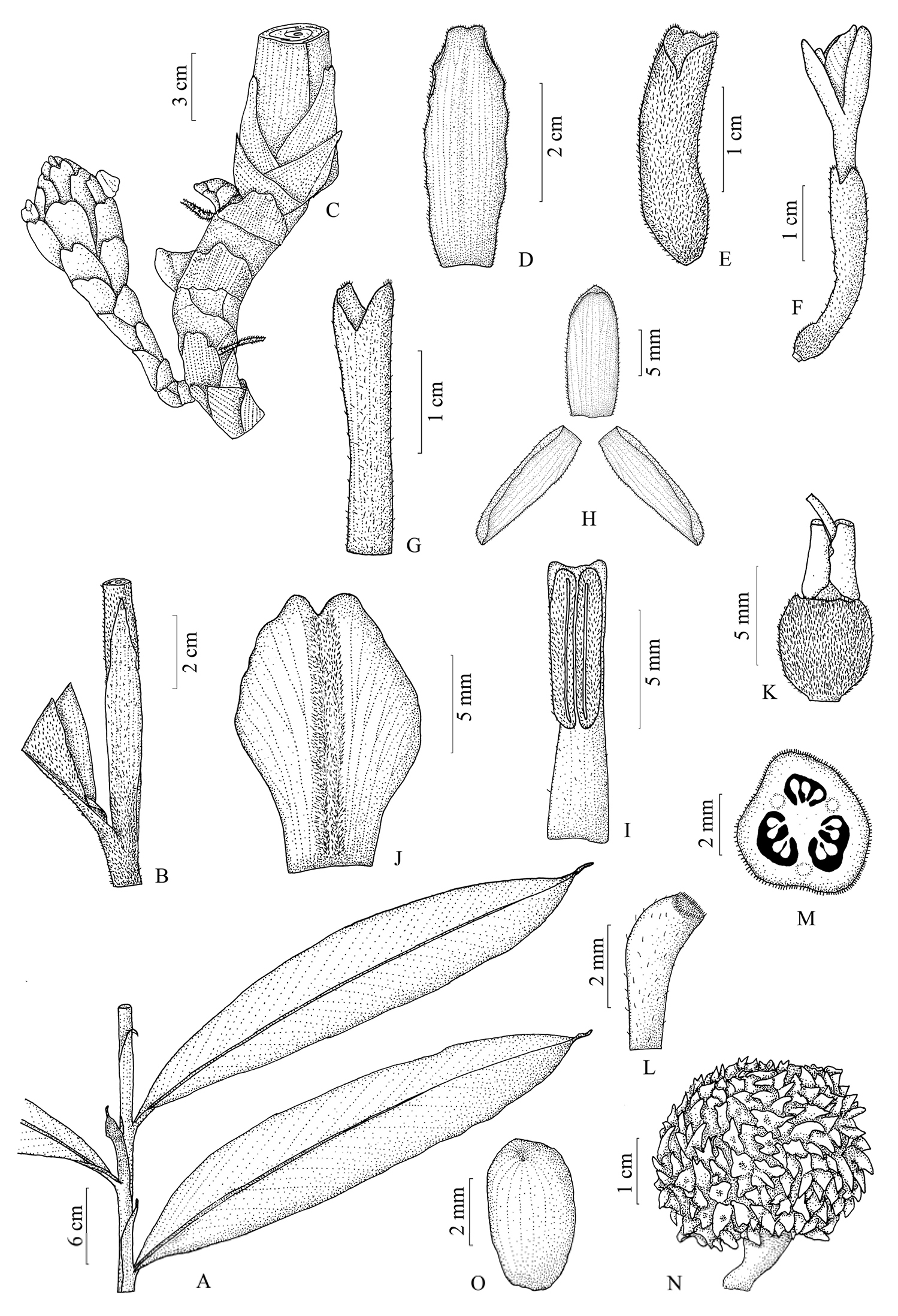
Illustration von Amomum nilgiricum: A. Teil des Pseudostamm B. Blatthäutchen (Ligula) C. Blütenstand D. Tragblatt E. Deckblatt F. Blüte G. Kelch H. Kronlappen I. fertiles Staubblatt J. Labellum K. Fruchtknoten mit Drüsen und Griffel L. Narbe N. Frucht; aus V. P. Thomas, M. Sabu, K.M. Prabhu Kumar: Amomum nilgiricum (Zingiberaceae), a new species from Western Ghats, India. 2012, doi:10.3897/phytokeys.8.2152

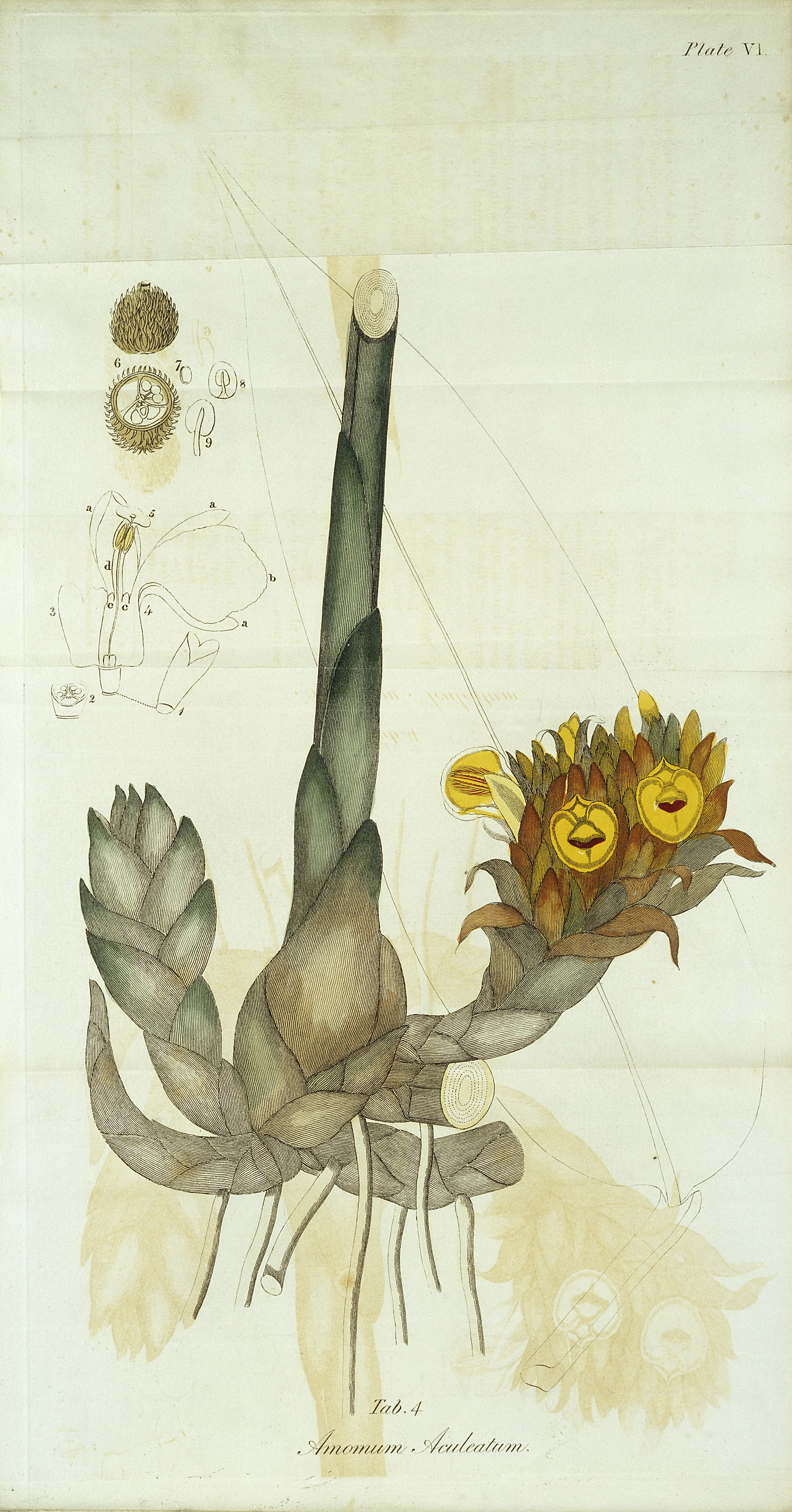
Illustration aus Indian Medicinal Plants and Drugs Wellcome von Amomum aculeatum

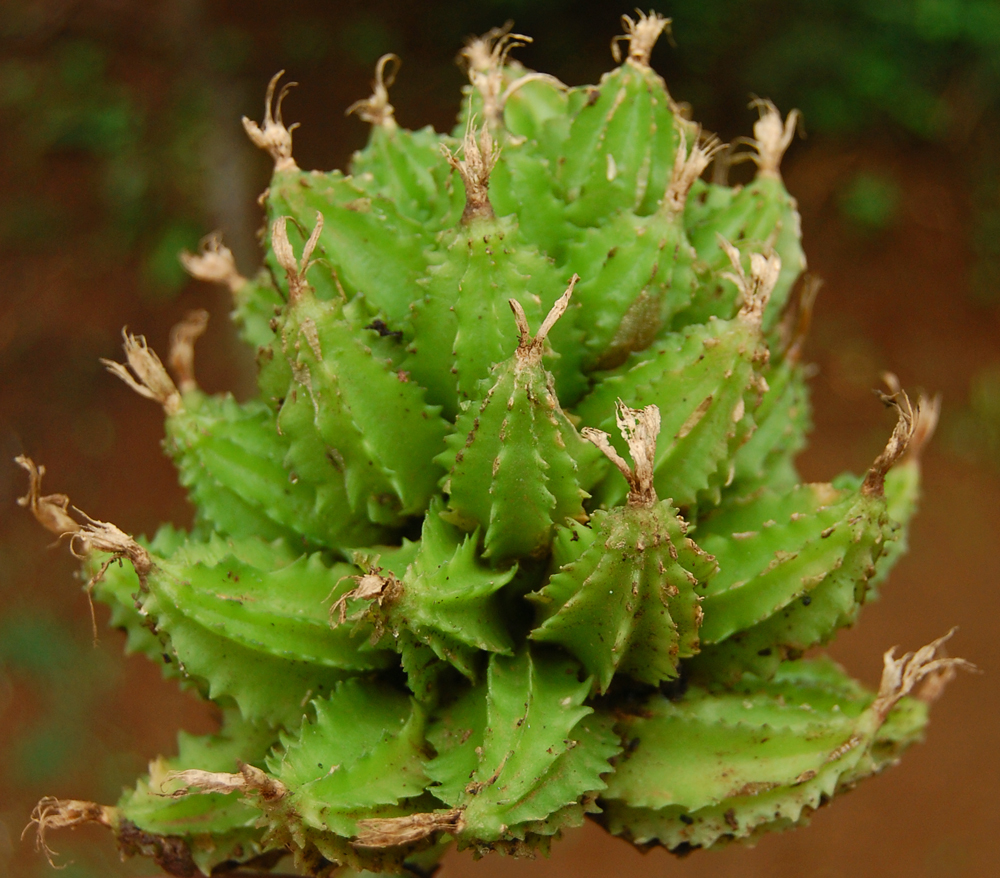
Fruchtstand mit stacheligen Kapselfrüchten von Amomum cf. dealbatum

### Vegetative Merkmale
Amomum-Arten sind ausdauernde krautige Pflanzen. Sie bilden weit kriechende Rhizome als Überdauerungsorgane.
Es werden meist gutentwickelte „Pseudostämme“ aus meist vielen, selten nur ein bis vier Laubblättern gebildet. Die Blattscheide ist lang. Die Blatthäutchen (Ligulae) sind einfach oder zweilappig. Die Blattspreiten sind länglich oder lanzettlich.

### Generative Merkmale
Direkt aus dem Rhizom entwickelt sich auf einem kurzen bis sehr langen, mit schuppenförmigen Blattscheiden bedeckten, Blütenstandsschaft ein endständiger, traubiger, ähriger, rispiger Blütenstand, in dem die Blüten dicht zusammen stehen. Bei vielen Arten sieht der Blütenstand zapfenförmig aus. Es ist ein Tragblatt vorhanden. Jede Blüte steht über einem meist röhrenförmigen Deckblatt.
Die zwittrigen Blüten sind zygomorph und dreizählig mit doppelten Perianth. Die drei Kelchblätter sind röhrig verwachsen. Die drei Kronblätter sind röhrig verwachsen mit einem aufrechten Kronlappen, der länger, breiter und konvexer ist als die beiden seitlichen. Nur das mittlere Staubblatt des inneren Kreises ist fertil; es besitzt einen langen, gut entwickelten Staubfaden. Die Anhängsel des Staubbeutels sind einfach, zwei- oder dreilappig. Alle anderen Staubblätter sind zu Staminodien reduziert und mindestens eines oder drei fehlen. Die beiden seitlichen Staminodien des äußeren Kreises sind pfriemförmig, klein oder fehlen. Das mittlere Staminodium des äußeren Kreises fehlt. Die beiden seitlichen Staminodien des inneren Kreises sind zu einem sogenannten Labellum verwachsen; es stellt den auffälligsten Teil der Blüte dar. Das meist verkehrt-eiförmige und breit konkave Labellum ist gelb bis orangefarben im Zentrum, besitzt einige rote Adern oder Zeichen und oft einen weißen Rand. Drei Fruchtblätter sind zu einem dreikammerigen Fruchtknoten verwachsen mit vielen Samenanlagen in jeder Fruchtknotenkammer. Der dünne Griffel endet meist in einer trichterförmigen, bewimperten Narbe.
Die unregelmäßig geformten Kapselfrüchte besitzen eine glatte, kantige oder stachelige Oberfläche und enthalten viele Samen. Die rechteckigen oder kantigen Samen besitzen einen fleischigen oder häutigen Arillus.

## Standorte
Die Gattung Amomum gedeiht fast nur in tropischen Gebieten. Die meisten Amomum-Arten gedeihen als immergrüne große Pflanzen in feuchten Wäldern besonders in Lichtungen und an Waldrändern. Es gibt auch einige Epiphyten und selten saisongrüne, kleine Pflanzen, in der Krautschicht der Wälder.

## Systematik und Verbreitung
Die Gattung Amomum gehört zur Tribus Alpinieae in der Unterfamilie der Alpinioideae innerhalb der Familie der Zingiberaceae.
Die Gattung Amomum wurde 1753 durch Carl von Linné in Monandria Monogynia zum ersten Mal aufgestellt mit vier Arten: Amomum zingiber, Amomum zerumbet, Amomum cardamomum und Amomum grana-paradisi. Diese vier Arten gehören heute zu Aframomum K.Schum., Zingiber Boehm und Elettaria Maton. Die heute gültige Veröffentlichung der Gattung Amomum erfolgte 1820 durch William Roxburgh in Plants of the Coast of Coromandel, 3, S. 75 mit der Typusart Amomum subulatum Roxb. Der Gattungsname Amomum leitet sich vom griechischen Wort ἄμωμον, amomon ab, das für eine indische Gewürzpflanzenart benutzt wurde. Amomum (bzw. arabisch Hamama) bezeichnete im Mittelalter möglicherweise eine Dionysia-Art wie Dionysia diapensiaefolia. Synonyme für Amomum Roxb. sind: Cardamomum Rumph. ex Kuntze, Conamomum Ridl., Geocallis Horan., Meistera Giseke, Paludana Giseke, Paramomum S.Q.Tong, Torymenes Salisb. nom. nud., Zedoaria Raf., Wurfbainia Giseke.
Die bisherige Aufgliederung der Gattung in zwei Untergattungen kann von Yong-Mei Xia et al. 2004 nicht bestätigt werden, auch eine Gliederung in Sektionen ist mit den derzeitigen Ergebnissen aus den molekulargenetischen Untersuchungen nicht möglich; es zeigen sich gut bestätigte Kladen, aber weitere Untersuchungen sind erforderlich, um die Verwandtschaftsverhältnisse klar zu zeigen.
Das Hauptverbreitungsgebiet ist Südostasien. Einzelne Arten kommen vom Himalaja durch Südostasien bis ins nördliche Australien und bis zum zentralen Pazifikraum vor. In China kommen 39 Arten vor, davon 29 nur dort.
| - Amomum aculeatum Roxb. (Syn.: Cardamomum ciliatum (Blume) Kuntze, Amomum ciliatum Blume, Amomum aurantiacum Ridl., Amomum flavum Ridl., Amomum hatuanum Náves, Amomum aculeatum var. gymnocarpum Valeton, Amomum aculeatum var. macrocarpum Valeton): Sie kommt in Thailand, Myanmar, Vietnam und von den Andamanen bis Neuguinea vor. - Amomum acuminatum Thwaites: Dieser Endemit kommt in Sri Lanka nur im Distrikt Ratnapura vor. - Amomum agastyamalayanum V.P.Thomas & M.Sabu: Sie wurde 2012 aus dem indischen Bundesstaat Kerala erstbeschrieben. - Amomum alborubellum K.Schum. & Lauterb.: Sie kommt nur in Papua-Neuguinea vor. - Amomum andamanicum V.P.Thomas, Dan & M.Sabu: Sie wurde 2010 von den Andamanen erstbeschrieben. - Amomum angustipetalum S.Sakai & Nagam.: Sarawak. - Amomum anomalum R.W.Sm.: Borneo. - Amomum apiculatum K.Schum.: Sumatra. - Amomum aquaticum Raeusch.: Sri Lanka. - Amomum argyrophyllum Ridl.: Südliches Thailand. - Amomum aromaticum Roxb.: Nepal bis Bangladesch. - Amomum benthamianum Trimen: Dieser Endemit kommt in Sri Lanka nur im Distrikt Kalutara vor. - Amomum bicorniculatum K.Schum.: Kalimantan. - Amomum bicornutum Ridl.: Westliches Neuguinea. - Amomum biflorum Jack: Malaiische Halbinsel bis Sumatra. - Amomum bilabiatum S.Sakai & Nagam.: Sie wurde 1998 aus Sarawak erstbeschrieben. - Amomum blumeanum Valeton: Dieser Endemit kommt nur auf der Insel Java vor. - Amomum borealiborneense I.M.Turner (Syn.: Amomum sylvestre Ridl. nom. illeg., Amomum ridleyi R.M.Sm. nom. illeg.): Der gültige Name wurde 1998 veröffentlicht. Die Art kommt nur in Sarawak vor. - Amomum borneense (K.Schum.) R.M.Sm.: Sie kommt nur in Sarawak vor. - Amomum botryoideum Cowley: Sie wurde 2000 aus Brunei erstbeschrieben. - Amomum bulusanense Elmer: Sie kommt nur auf Luzon vor. - Amomum burttii R.M.Sm.: Sarawak. - Amomum calcaratum Lamxay & M.F.Newman: Sie wurde 2012 aus Laos erstbeschrieben. - Amomum calcicolum Lamxay & M.F.Newman: Sie wurde 2012 aus Laos erstbeschrieben. - Amomum calyptratum S.Sakai & Nagam.: Sie wurde 1998 aus Sarawak erstbeschrieben. - Amomum cannicarpum (Wight) Benth. ex Baker: Südwestliches Indien. - Amomum capsiciforme S.Q.Tong: Sie wurde 1989 erstbeschrieben. Dieser Endemit gedeiht in Wäldern in Höhenlagen von etwa 1400 Metern nur im Kreis Yingjiang im westlichen Yunnan. - Amomum carnosum V.P.Thomas & M.Sabu: Sie wurde 2012 aus Nagaland in Assam erstbeschrieben. - Amomum celsum Lamxay & M.F.Newman: Sie wurde 2012 erstbeschrieben. Sie kommt in Laos und Vietnam vor. - Amomum centrocephalum A.D.Poulsen: Nördliches Sumatra. - Amomum cephalotes Ridl.: Malaiische Halbinsel. - Amomum cerasinum Ridl.: Westliches und zentrales Sumatra und Sarawak. - Amomum chaunocephalum K.Schum.: Papua-Neuguinea. - Amomum chevalieri Gagnep. ex Lamxay: Vietnam. - Amomum chinense W.Y.Chun: Sie gedeiht in Wäldern in Hainan, in Thailand, Kambodscha, Laos und Vietnam. - Amomum chryseum Lamxay & M.F.Newman: Laos. - Amomum compactum Sol. ex Maton (Syn: Amomum cardamomum Willd. sensu auct., Amomum kepulaga Sprague & Burkill): Sie kommt ursprünglich auf Sumatra und im westlichen Java vor. Sie wird als Heilpflanze verwendet. - Amomum conoideum (Ridl.) Elmer: Philippinen. - Amomum coriaceum R.M.Sm.: Sarawak. - Amomum coriandriodorum S.Q.Tong & Y.M.Xia: Sie gedeiht in Wäldern in Höhenlagen von 1300 bis 1500 Metern im südlichen Yunnan und im nördlichen Thailand. - Amomum cylindraceum Ridl.: Malaiische Halbinsel bis Sumatra. - Amomum dallachyi F.Muell.: Nördliches Queensland. - Amomum dampuianum V.P.Thomas, M.Sabu & Lalramngh.: Sie wurde 2013 aus Mizoram in Assam erstbeschrieben. - Amomum dealbatum Roxb.: Sie kommt in Yunnan, Bangladesch, Indien, Sikkim, Thailand, Laos, Kambodscha, Myanmar, Vietnam, im östlichen Nepal und vielleicht auch auf Sumatra vor. - Amomum deorianum D.P.Dam & N.Dam: Sie kommt im indischen Bundesstaat Meghalaya vor. - Amomum deuteramomum K.Schum.: Nördliches Sulawesi. - Amomum dictyocoleum K.Schum.: Sarawak. - Amomum dimorphum M.F.Newman (Syn.: Alpinia polycarpa K.Schum., Amomum polycarpum (K.Schum.) R.M.Sm. nom. illeg.): Der gültige Name wurde 2001 veröffentlicht. Dieser Endemit kommt nur in Sarawak vor. - Amomum dolichanthum D.Fang: Dieser Endemit gedeiht in Wäldern nur im Longzhou Xian im südwestlichen Guangxi. Sie wird als Heilpflanze verwendet. - Amomum durum S.Sakai & Nagam.: Sarawak. - Amomum echinatum Willd.: Indien und Sri Lanka. - Amomum echinocarpum Alston: Sri Lanka, Laos, Java, Sulawesi, Neuguinea und Bismarck-Archipel. - Amomum elegans Ridl.: Philippinen. - Amomum elephantorum Pierre ex Gagnep.: Thailand, Kambodscha, Laos und Vietnam. - Amomum epiphyticum R.M.Sm.: Sarawak. - Amomum flavidulum Ridl.: Sarawak. - Amomum flavoalbum R.M.Sm.: Sarawak. - Amomum flavorubellum K.Schum. & Lauterb.: Papua-Neuguinea. - Amomum fragile S.Q.Tong: Sie wurde 1989 erstbeschrieben. Dieser Endemit gedeiht in Wäldern nur im Kreis Menghai im südwestlichen Yunnan. - Amomum fulviceps Thwaites: Sie kommt in Sri Lanka und im südwestlichen Indien vor. - Amomum gagnepainii T.L.Wu, K.Larsen & Turland (Syn.: Amomum thyrsoideum Gagnep. non Ruiz & Pavón): Sie wurde 2000 erstbeschrieben. Sie kommt im südwestlichen Guangxi und nördlichen Vietnam vor. - Amomum garoense S.Tripathi & V.Prakash: Sie wurde 1999 aus Assam erstbeschrieben. - Amomum ghaticum K.G.Bhat: Südwestliches Indien. - Amomum glabrifolium Lamxay & M.F.Newman: Sie wurde 2012 aus Laos erstbeschrieben. - Amomum glabrum S.Q.Tong: Sie wurde 1989 erstbeschrieben. Dieser Endemit gedeiht in Wäldern in Höhenlagen von etwa 700 Metern nur im Kreis Mengla im südwestlichen Yunnan und in Laos vor. - Amomum globba J.F.Gmel.: Thailand. - Amomum gracile Blume: Westliches Sumatra bis Java. - Amomum gramineum Wall. ex Baker: Myanmar. - Amomum graminifolium Thwaites: Sri Lanka. - Amomum gymnopodum K.Schum.: Südliches Sulawesi. - Amomum gyrolophos R.M.Sm.: Westliches Sumatra und Sarawak. - Amomum hansenii R.M.Sm.: Sarawak. - Amomum hastilabium Ridl.: Thailand, Malaysia und Sumatra. - Amomum hedyosmum I.M.Turner (Syn.: Amomum trilobum Ridl. nom. illeg.): Der gültige Name wurde 2000 veröffentlicht. Die Art kommt auf den Philippinen vor. - Amomum hirticalyx K.Schum.: Sie kommt nur in Thailand vor. - Amomum hochreutineri Valeton: Java. - Amomum holmesii K.Schum.: Südwestliches Indien. - Amomum hypoleucum Thwaites: Südliches Indien, Sri Lanka und Malaiische Halbinsel. - Amomum irosinense (Elmer) Merr.: Luzon. - Amomum jainii S.Tripathi & V.Prakash: Sie wurde 1999 erstbeschrieben. Dieser Endemit kommt in Assam nur in Meghalaya vor. - Amomum jingxiense D.Fang & D.H.Qin: Sie wurde 1989 erstbeschrieben. Dieser Endemit gedeiht in Wäldern in Höhenlagen von etwa 1300 Metern nur im Kreis Jingxi im westlichen Guangxi. - Amomum kinabaluense R.M.Sm.: Sie wurde 1987 aus Sabah erstbeschrieben. - Amomum kingii Baker: Sie kommt nur in Sikkim vor. - Amomum koenigii J.F.Gmel. (Syn.: Amomum corynostachyum Wall.): Sie kommt in Assam, Bangladesch, Thailand, Myanmar, Laos, Vietnam und in den chinesischen Provinzen Guangxi sowie Yunnan vor. - Amomum kwangsiense D.Fang & X.X.Chen: Sie gedeiht in Wäldern in Höhenlagen von 600 bis 700 Metern in den chinesischen Provinzen Guangxi sowie Guizhou. Sie wird als Heilpflanze verwendet. - Amomum lacteum Ridl.: Südöstliches Vietnam. - Amomum lambirense R.M.Sm.: Sarawak. - Amomum laoticum Gagnep.: Laos. - Amomum lappaceum Ridl.: Thailand, Malaysia, Sumatra, Java. - Amomum laxisquamosum K.Schum.: Sumatra, Sarawak. - Amomum lepicarpum Ridl.: Philippinen. - Amomum ligulatum R.M.Sm.: Borneo. - Amomum linearifolium Elmer: Luzon. - Amomum loheri K.Schum.: Luzon. - Amomum longiligulare T.L.Wu: Sie gedeiht in Wäldern in Hainan und von Guangdong bis Thailand, Laos und Vietnam. Sie wird als Heilpflanze angebaut. - Amomum longipedunculatum R.M.Sm.: Sabah. - Amomum longipes Valeton: Sumatra. - Amomum longipetiolatum Merr.: Sie gedeiht in Wäldern in Höhenlagen von 400 bis 600 Metern in der chinesischen Provinz Guangxi und im nördlichen Vietnam. - Amomum lophophorum (Ridl.) Elmer: Philippinen. - Amomum luteum R.M.Sm.: Sarawak. - Amomum luzonense Elmer: Philippinen. - Amomum macrodons Scort.: Malaiische Halbinsel. - Amomum macroglossa K.Schum.: Malaiische Halbinsel und Sarawak. - Amomum masticatorium Thwaites: Sri Lanka. - Amomum maximum Roxb.: Sie kommt im tropischen und subtropischen Asien vor. Sie wird als Heilpflanze verwendet. - Amomum meghalayense V.P.Thomas, M.Sabu & Sanoj: Sie wurde 2016 aus Meghalaya in Assam erstbeschrieben. - Amomum menglaense S.Q.Tong:: Sie wurde 1991 erstbeschrieben. Dieser Endemit gedeiht in Wäldern in Höhenlagen von etwa 1800 Metern nur im Kreis Mengla im südlichen Yunnan. - Amomum mengtzense H.T.Tsai & P.S.Chen: Sie kommt im südlichen Yunnan vor. - Amomum mentawaiense A.J.Droop: Sie wurde 2014 aus Sumatra erstbeschrieben. - Amomum micranthum Ridl.: Malaiische Halbinsel. - Amomum microcarpum C.F.Liang & D.Fang: Dieser Endemit gedeiht in dichten Wäldern in Höhenlagen von 300 bis 500 Metern nur im Kreis Dongxing im südlichen Guangxi und in Laos und Vietnam. Er wird als Heilpflanze verwendet. - Amomum microcheilum (Ridl.) Merr.: Philippinen. - Amomum mindanaense Elmer: Mindanao. - Amomum mizoramense M.Sabu, V.P.Thomas & Vanchh.: Sie wurde 2013 aus Mizoram in Assam erstbeschrieben. - Amomum molle Ridl. (Syn.: Amomum rivale Ridl.): Thailand und Malaiische Halbinsel. - Amomum muricarpum Elmer: Sie kommt auf den Philippinen, in den chinesischen Provinzen Guangdong sowie Guangxi sowie in Laos und Vietnam vor. Sie wird als Heilpflanze verwendet. - Amomum muricatum Bedd.: Südliches Indien. - Amomum nemorale (Thwaites) Trimen: Sri Lanka. - Amomum neoaurantiacum T.L.Wu, K.Larsen & Turland (Syn.: Amomum aurantiacum H.T.Tsai & S.W.Zhao nom. illeg. non Ridl.): Der gültige Name wurde 2000 veröffentlicht. Die Art gedeiht in Wäldern in Höhenlagen von etwa 600 Metern im südlichen Yunnan. Sie wird als Heilpflanze verwendet. - Amomum newmanii M.Sabu & V.P.Thomas: Sie wurde 2012 aus dem indischen Bundesstaat Kerala erstbeschrieben. - Amomum nilgiricum V.P.Thomas & M.Sabu: Sie wurde 2012 aus dem indischen Bundesstaat Kerala erstbeschrieben. - Amomum nimkeyense M.Sabu, Hareesh, Tatum & A.K.Das: Sie wurde 2018 aus dem indischen Bundesstaat Arunachal Pradesh erstbeschrieben. - Amomum ochreum Ridl.: Malaiische Halbinsel bis Sumatra. - Amomum odontocarpum D.Fang: Sie gedeiht in lichten Wäldern in Höhenlagen von etwa 1500 Metern in Guangxi, aber auch in Laos und Vietnam. - Amomum oliganthum K.Schum.: Borneo. - Amomum oligophyllum A.J.Droop: Sie wurde 2014 aus Sumatra erstbeschrieben. - Amomum palawanense Elmer: Palawan. - Amomum paratsaoko S.Q.Tong & Y.M.Xia: Sie wurde 1988 erstbeschrieben. Sie gedeiht in Wäldern in Höhenlagen von etwa 1600 Metern in den chinesischen Provinzen Guangxi, Guizhou sowie Yunnan. - Amomum pauciflorum Baker: Sie kommt in Meghalaya in Assam vor. - Amomum paucifolium R.M.Sm.: Sarawak. - Amomum pellitum Ridl.: Westliches Neuguinea. - Amomum petaloideum (S.Q.Tong) T.L.Wu (Syn.: Paramomum petaloideum S.Q.Tong): Diese Neukombination erfolgte 1997. Dieser Endemit gedeiht in Wäldern in Höhenlagen von 500 bis 600 Metern im Kreis Mengla im südlichen Yunnan und im nordwestlichen Laos. - Amomum pierreanum Gagnep.: Thailand und Kambodscha. - Amomum plicatum Lamxay & M.F.Newman: Sie wurde 2012 aus Laos erstbeschrieben. - Amomum prionocarpum Lamxay & M.F.Newman: Sie wurde 2012 aus Laos erstbeschrieben. - Amomum propinquum Ridl.: Philippinen. - Amomum pterocarpum Thwaites: Südliches Indien und Sri Lanka. - Amomum pubescens (Ridl.) Merr.: Philippinen. - Amomum pubimarginatum Elmer: Mindanao. - Amomum pungens R.M.Sm.: Sarawak. - Amomum purpureorubrum S.Q.Tong & Y.M.Xia: Sie wurde 1988 erstbeschrieben. Dieser Endemit gedeiht in Wäldern in Höhenlagen von 1600 bis 1700 Metern nur im Kreis Menghai im südwestlichen Yunnan. - Amomum putrescens D.Fang: Dieser Endemit gedeiht in Wäldern in Höhenlagen von etwa 300 Metern nur im Kreis Dongxing im südlichen Guangxi. - Amomum quadratolaminare S.Q.Tong: Sie wurde 1989 erstbeschrieben. Sie gedeiht in Wäldern in Höhenlagen von etwa 800 Metern nur im südlichen Yunnan. - Amomum queenslandicum R.M.Sm.: Neuguinea bis nördliches Queensland. - Amomum repoeense Pierre ex Gagnep.: Sie kommt in Kambodscha, Thailand, Laos, Vietnam und im südlichen Yunnan vor. - Amomum riwatchii M.Sabu & Hareesh: Sie wurde 2018 aus dem indischen Bundesstaat Arunachal Pradesh erstbeschrieben. - Amomum robertsonii Craib: Myanmar. - Amomum roseisquamosum Nagam. & S.Sakai: Sarawak. - Amomum rubidum Lamxay & N.S.Lý: Sie wurde 2012 aus Vietnam erstbeschrieben. - Amomum sabuanum V.P.Thomas, Nissar & U.Gupta: Sie wurde 2014 aus Sikkim erstbeschrieben. - Amomum sahyadricum V.P.Thomas & M.Sabu: Sie wurde 2013 aus dem südwestlichen Indien erstbeschrieben. - Amomum scarlatinum H.T.Tsai & P.S.Chen: Sie gedeiht an feuchten Standorten, Straßenrändern in Höhenlagen von etwa 900 Metern in Yunnan. - Amomum sceletescens R.M.Sm.: Borneo. - Amomum schlechteri K.Schum.: Papua-Neuguinea. - Amomum schmidtii (K.Schum.) Gagnep.: Thailand, Kambodscha, Laos, Vietnam. - Amomum sericeum Roxb.: Sie kommt von Sikkim bis zum südlichen Yunnan, in Thailand, Myanmar, Kambodscha, Laso und Vietnam vor. - Amomum siamense Craib: Thailand. - Amomum somniculosum S.Sakai & Nagam.: Borneo. - Amomum spiceum Ridl.: Malaiische Halbinsel. - Amomum squarrosum Ridl.: Malaiische Halbinsel. - Amomum staminidivum Gobilik, A.L.Lamb & A.D.Poulsen: Sie wurde 2004 aus Borneo erstbeschrieben. - Amomum stenocarpum Valeton: Sumatra. - Amomum stephanocoleum Lamxay & M.F.Newman: Sie wurde 2012 aus Laos erstbeschrieben. - Amomum subcapitatum Y.M.Xia: Sie wurde 1997 erstbeschrieben. Dieser Endemit gedeiht in Wäldern in Höhenlagen von etwa 900 Metern im Kreis Yingjiang im westlichen Yunnan, aber auch in Thailand, Laos und Vietnam. - Schwarzer Kardamom (Amomum subulatum Roxb.): Sie ist vom nördlichen Indien, Bangladesch, Nepal, Assam, Bhutan, Sikkim, Myanmar und Tibet bis in chinesischen Provinzen Guangxi sowie Yunnan verbreitet. - Amomum tenellum Lamxay & M.F.Newman: Sie wurde 2012 erstbeschrieben. Sie kommt in Laos und Vietnam vor. - Amomum tephrodelphys K.Schum.: Nördliches Sumatra. - Amomum terminale Ridl.: Bismarck-Archipel. - Amomum testaceum Ridl.: Südliches China bis zur Malaiischen Halbinsel und auf Sabah. - Amomum thysanochililum S.Q.Tong & Y.M.Xia: Sie wurde 1988 erstbeschrieben. Sie gedeiht in Wäldern in Höhenlagen von etwa 800 Metern nur im südlichen Yunnan. - Amomum tomrey Gagnep.: Sie kommt in zwei Varietäten in Thailand, Kambodscha, Laos und Vietnam vor. - Amomum trianthemum K.Schum.: Nördliches Sulawesi. - Amomum trichanthera Warb.: Papua-Neuguinea. - Amomum trichostachyum Alston: Sri Lanka. - Amomum tuberculatum D.Fang: Sie gedeiht in Wäldern in Höhenlagen von 1500 bis 1800 Metern in Guangxi. - Amomum vermanum S.Tripathi & V.Prakash: Sie wurde 2000 aus Assam erstbeschrieben. - Amomum verrucosum S.Q.Tong: Sie wurde 1989 erstbeschrieben. Sie gedeiht in Wäldern in Höhenlagen von etwa 800 Metern im südlichen Yunnan. - Amomum verum Blackw.: Thailand, Kambodscha, Vietnam und Sumatra. - Amomum vespertilio Gagnep.: Nördliches Vietnam. - Amomum villosum Lour.: Es gibt seit 2014 drei Varietäten: - Amomum villosum Lour. var. villosum (Syn.: Amomum echinosphaera K.Schum.): Sie kommt von Bangladesch bis Thailand, Kambodscha, Laos und Vietnam vor und wird in Höhenlagen von 100 bis 600 Metern in den chinesischen Provinzen Fujian, Guangdong, Guangxi sowie Yunnan angebaut. - Amomum villosum var. xanthioides (Wall. ex Baker) T.L.Wu & S.J.Chen: Sie kommt ursprünglich in Myanmar und in den chinesischen Provinzen Guangxi sowie Yunnan vor. - Amomum villosum var. zeylanicum Karun. & Yakand.: Sie wurde 2014 aus Sri Lanka erstbeschrieben. - Amomum warburgianum K.Schum. & Lauterb.: Papua-Neuguinea. - Amomum warburgii (K.Schum.) K.Schum.: Mindanao. - Amomum xanthophlebium Baker: Malaysia, Sumatra und Sarawak. - Amomum yingjiangense S.Q.Tong & Y.M.Xia: Sie wurde 1989 erstbeschrieben. Dieser Endemit gedeiht in Wäldern in Höhenlagen von etwa 1700 Metern nur im Kreis Yingjiang im westlichen Yunnan. - Amomum yunnanense S.Q.Tong: Sie wurde 1990 erstbeschrieben. Dieser Endemit gedeiht in Wäldern in Höhenlagen von etwa 1200 Metern nur im Kreis Yingjiang im westlichen Yunnan. Nicht mehr zur Gattung Amomum gehört beispielsweise: - Amomum acre Valeton → Etlingera calophrys (K.Schum.) A.D.Poulsen - Amomum austrosinense D.Fang → Alpinia austrosinense (D.Fang) P.Zou & Y.S.Ye: Sie gedeiht in Wäldern in Höhenlagen von 700 bis 1000 Metern in den chinesischen Provinzen Guangdong sowie Guangxi. Sie wird als Heilpflanze verwendet. - Amomum brachychilus K.Schum. → Etlingera sublimata A.D.Poulsen - Amomum brachypodanthum K.Schum. → Etlingera sarasinorum (K.Schum.) A.D.Poulsen - Amomum calophrys K.Schum. → Etlingera calophrys (K.Schum.) A.D.Poulsen - Amomum cardamomum L. → Elettaria cardamomum (L.) Maton - Amomum citrinum (Ridl.) Holttum → Conamomum citrinum Ridl. - Amomum pausodipsus K.Schum. → Etlingera pausodipsus (K.Schum.) A.D.Poulsen - Amomum sarasinorum K.Schum. → Etlingera sarasinorum (K.Schum.) A.D.Poulsen - Amomum stenophyllum K.Schum. → Etlingera stenophylla (K.Schum.) A.D.Poulsen - Amomum sumatrense Ridl. → Geostachys sumatrana Valeton - Amomum trachycarpum K.Schum. → Etlingera alba (Blume) A.D.Poulsen - Amomum truncatum Gagnep. → Etlingera alba (Blume) A.D.Poulsen - Amomum tsao-ko Crevost & Lemarié (Syn.: Amomum hongtsaoko C.F.Liang & D.Fang) → Lanxangia tsao-ko (Crevost & Lemarié) M.F.Newman & Škorničk.: Sie gedeiht in lichten Wäldern in Höhenlagen von 1100 bis 1800 Metern in Yunnan, Laos und Vietnam. Sie wird als Heilpflanze verwendet. - Amomum uliginosum J.Koenig → Wurfbainia uliginosa (J.Koenig) Giseke - Amomum utriculosum (Ridl.) Holttum → Conamomum utriculosum Ridl. |

## Nutzung
Viele Amomum-Arten (Beispiele siehe Artliste oben) und nah verwandte Arten werden in der traditionellen chinesischen Medizin verwendet. Lanxangia tsaoko (früher: Amomum tsaoko) ist eine Nahrungspflanze in China. Schwarzer Kardamom (Amomum subulatum) wird als Gewürz verwendet. In alten heilkundlichen lateinischen Texten steht Amomum für Grüner Kardamom (Amomum cardamomum L.) bzw. dessen Früchte, möglicherweise auch für eine Dionysia-Art wie Dionysia diapensiaefolia.